# نهر تينيسي
نهر تينيسي هي أكبر رافد من روافد نهر أوهايو. ويبلغ طوله حوالي 652 ميل (1,049 كـم) ويقع في جنوب شرق الولايات المتحدة في وادي تينيسي. وعرف النهر ذات مرة باسم نهر شيروكي من بين أسماء أخرى، إذ أن العديد من أفراد قبيلة شيروكي سكنت على طول ضفتيه، خاصة في شرق تينيسي وشمال ألاباما. اشتق اسمه الحالي من قرية تاناسي من قرى الشيروكي.